# La pista de los Sioux
La pista de los Sioux (en el francés original, La Piste des Sioux), es uno de los cómics de que se compone la serie del Teniente Blueberry, obra del guionista Jean-Michel Charlier y el dibujante Jean Giraud. Es la continuación de El hombre del puño de acero.

## Trayectoria editorial
Se serializó originalmente en los números 427 a 449 de la revista "Pilote" antes de su publicación en álbum. En España apareció por primera vez en los números 58 a 69 de la revista Gran Pulgarcito con el título de La ruta de los sioux.

## Argumento
El campamento de la UP (union pacific, la constructora de ferrocarriles dirigida por el General Dodge) pide ayuda, ya que está siendo atacado por los indios. Entonces desde Julesburg, el pueblo más cercano, se envía un tren de socorro, pero los indios, mandados por Jethro “Steelfingers” atacan el tren, con intención de hacerse con las municiones y los fusiles y dar el oro a Steelfingers. Los indios destruyen el tren en un puente sobre un río, pero Blueberry, Mc Clure y Red Neck logran escapar y destruyen el vagón de las armas, que era lo único que habían dejado los indios. Jethro logró robar la caja fuerte, pero solo había un montón de papeles: Blueberry se había llevado consigo el dinero. Los indios se enfadan con Jethro, ya que se habían quedado sin armas. Este les promete comprarles armas con el dinero de Blueberry (Aunque sus planes eran muy distintos) así que se ponen a buscarle. 
Al salir del río, Blueberry, Mc Clure y Red entierran el dinero y huyen de los indios, Blueberry por un lado hacia el campamento de la UP y Mc Clure y Red Neck por otro, dirección Julesburg, para despistar a los indios. Entonces comienza verdaderamente “La pista de los Sioux”.
Red y Mc Clure logran llegar a Julesburg en una vagoneta. Allí cuentan lo que ha pasado, pero nadie les cree, y Sharp, un tipo importante allí, llega a acusarles de haber robado el dinero, por lo que le sacuden una paliza. Mientras tanto, Blueberry trata de llegar al campamento, pero los indios le localizan y le atrapan. Entonces le ponen pólvora en el estómago para que diga el emplazamiento del dinero, y cuando van a encenderla Blueberry confiesa: El dinero está en la orilla del Lodge Pole River, pero se propone ganar tiempo. Mientras, trata de avisar a los indios del engaño de Jethro.
En Julesburg Red y Mc Clure se proponen salvar el campamento del general Dodge. Entonces se les ocurre hacer creer a todo el mundo que el general Allister va a rescatar el campamento, para lograr que los indios se asusten y levanten el cerco sobre él. Entonces Red rompe un hilo de telégrafo y envían un falso telegrama con el mensaje de que Allister va a acabar con los indios. En Julesburg la noticia corre como la pólvora, y un espía indio se la cuenta a los jefes de las tribus. Entonces Jethro se pone nervioso y Blueberry le engaña diciendo que el dinero está en Julesburg. Estalla una discusión entre Jethro y los indios, y Jethro dice que va a escribir una carta que según él lo arreglará todo:
“Sólo hay dos indios a caballo. Mata a sus monturas mientras yo salto a tu grupa. Larguémonos disparando y dispersando los caballos de estos imbéciles”
Se la da a su compañero Chris. Entonces todos los de la banda de Jethro huyen y los indios comprenden que todo ha sido un miserable engaño de Jethro. Blueberry propone negociar la paz entre el general Dodge y los indios, proposición que es aceptada. Además el jefe Sitting-Bull (toro sentado) comienza una persecución contra Jethro. Los indios nombran mensajero a Blueberry y éste va hacia Julesburg, con las proposiciones que exigen los indios: Que los blancos no tomen represalias por el ataque al tren, ya que en realidad habían sido víctimas de un engaño. Como prueba de buena voluntad, y persuadidos por Blueberry, levantan el  cerco sobre el campamento del general Dodge. La noticia del levantamiento del cerco llega a Julesburg.
Entre tanto Blueberry va al lugar donde enterró el dinero, pero es descubierto por uno de los espías de Jethro, y atracado por la banda cuando había rescatado el dinero con intención de llevarlo al campamento de Dodge. Así que le roban el dinero y después Jethro intenta arrancarle la cabellera, pero Blueberry le pega una patada en la cara y uno de los secuaces de Jethro le golpea con la culata del revólver, dejándolo inconsciente. Después le rellenan los bolsillos con dinero para que la gente crea que ha sido él el ladrón. Jethro renunció a matarle debido a que se oían jinetes acercándose.
En Julesburg, el mayor Burke llama a Red y a Mc Clure. Sin indios en la región pretende recuperar el dinero de la UP que enterraron. Pero al llegar descubren al teniente en el suelo con los bolsillos llenos de dinero y Sharp es el primero en acusar a Blueberry. Éste le cuenta la verdad, pero Sharp no le cree. Entonces Red y Mc Clure van hacia territorio de los Sioux para avisar de que Nariz-Rota (Blueberry) ha sido detenido. Éste es llevado a Julesburg.
Entre tanto Jethro, compinchazo con Chris hace un plan para quedarse el dinero entre ellos dos: Inutilizan al resto de la banda con una poción paralizante. 
Cuando Jethro y Chris se van a repartir el dinero Chris atraca a Jethro, pero éste le dispara sin previo aviso y se hace con todo el dinero. Sin embargo el disparo se oye y Sitting-Bull le localiza y le mata.
En Julesburg los obreros de la UP están furiosos con Blueberry porque creen que él robó el dinero, así que intentan lincharlo. También ha sido descubierto que el telegrama enviado por Allister era falso. Entonces los obreros van a la cárcel y la asaltan, con intención de capturar a Blueberry para lincharlo. El sheriff y sus ayudantes huyen, así que los obreros planean prender fuego a la barraca. Cogen dos barriles de petróleo, pero Blueberry los agujerea. Entonces se hace el plan de asaltar la casa. Sin embargo Blueberry acepta una rendición y se va a entregar al sheriff, cuando algunos obreros sacan disimuladamente las armas. Parece que le van a freír, pero en ese momento llega el general Dodge. Red ha sido enviado como mensajero de los blancos para concretar cuándo y dónde será la reunión con los indios pero  Blueberry es apresado. Sin embargo Dodge le permitirá salir para al negociación. 
Al cabo del tiempo llega Red: Los indios quieren negociar una tregua temporal. Entonces el mayor Burke, Sharp, Blueberry, Red y Dogde van al lugar acordado. Al cabo de un tiempo aparecen los indios y Blueberry y Red se dan cuenta de que en el pecho de Sitting-Bull está la mano artificial de Steelfingers. Sitting-Bull dice que Nariz-Rota es inocente, y como prueba devuelve el dinero a Dodge, diciendo que lo llevaba Jethro. Blueberry es declarado inocente, y tras desahogarse con Sharp comienza la negociación. Todo el mundo quiere la paz, pero Dodge reconoce que no tiene plenos poderes para lograrla. Al final se acuerda una frágil paz que será renovada y mejorada tras la temporada de caza. 
El ejército de Allister llega por fin a Julesburg. Allí Allister, (quien realmente podía sellar la tregua) que quiere exterminar a los indios, anula le tregua de Blueberry y le apunta a la fuerza en sus unidades para evitar que avise a Dodge. Entonces Red y Mc Clure se alistan en el 7º de caballería (las unidades de Allister).
Los Sioux, sin saber el peligro que corren, se centran en la caza. Entonces comienza   El general “Cabellos Rubios”.